# Marlin-Klasse
Die Marlin-Klasse ist eine aus zwei Einheiten bestehende Containerschiffsklasse der US-amerikanischen Reederei TOTE Maritime. Die von TOTE Maritime Puerto Rico zwischen Florida und Puerto Rico eingesetzten Schiffe galten bei ihrer Indienststellung als eine der ersten mit Flüssigerdgas angetriebenen Containerschiffe weltweit.

## Geschichte
Die im Dezember 2012 bestellten Schiffe wurden auf der Werft General Dynamics NASSCO in San Diego, Kalifornien, gebaut. Der Bau der von Daewoo Ship Engineering Company entworfenen Schiffe begann mit dem ersten Stahlschnitt im Februar 2014. Die Schiffe wurden im Oktober 2015 bzw. Januar 2016 abgeliefert.
Die Schiffe werden von TOTE Maritime Puerto Rico im Liniendienst zwischen Jacksonville, Florida, und San Juan, Puerto Rico, eingesetzt. Sie ersetzten dort rund 35 Jahre alte Dampfschiffe. Bereedert werden sie von TOTE Services.
Die Schiffe galten bei ihrer Indienststellung als eine der ersten mit Flüssigerdgas angetriebenen Containerschiffe und die größten Trockenfrachtschiffe weltweit. Hintergrund für den Antrieb mit Flüssigerdgas war die Einrichtung von ECA-Zonen mit verschärften Grenzwerten für Emissionen vor den nordamerikanischen Küsten.
Die Schiffe wurden 2013 auf der norwegischen Fachmesse Nor-Shipping mit dem Next Generation Ship Award ausgezeichnet.

## Beschreibung
Die Schiffe werden von einem Zweitakt-Achtzylinder-Dual-Fuel-Motor des Typs MAN 8L70ME-C8.2-GI mit 25.191 kW Leistung angetrieben. Der von Doosan Engine in Lizenz gebaute Motor wirkt auf einen Propeller. Die Schiffe sind mit einem Bugstrahlruder ausgestattet. Für die Stromerzeugung stehen drei von Dual-Fuel-Motoren des Typs MAN 9L28/32DF mit jeweils 1740 kW Leistung angetriebene Generatoren zur Verfügung. Die beiden Flüssiggastanks für die Versorgung der Motoren wurden hinter den Decksaufbauten an Deck installiert.
Vor den Decksaufbauten befinden sich für den Transport von Containern zehn Bays an Deck und in den Laderäumen. Weitere Containerstellplätze stehen hinter den Decksaufbauten über den Flüssiggastanks zur Verfügung.
Die Decksaufbauten befinden sich im hinteren Bereich der Schiffe. An Bord stehen 27 Kabinen zur Verfügung, in denen insgesamt 39 Personen untergebracht werden können. Die übliche Besatzungsstärke besteht aus 23 Personen.

## Schiffe
| Marlin-Klasse    | Marlin-Klasse | Marlin-Klasse | Marlin-Klasse                                 |
| Bauname          | Bau- nummer   | IMO- Nummer   | Kiellegung Stapellauf Ablieferung             |
| ---------------- | ------------- | ------------- | --------------------------------------------- |
| Isla Bella       | 495           | 9680841       | 1. Mai 2014 18. April 2015 16. Oktober 2015   |
| Perla del Caribe | 496           | 9680853       | 23. Juni 2014 29. August 2015 22. Januar 2016 |